# Pseudophyllodromia aronsoni
Pseudophyllodromia aronsoni är en kackerlacksart som beskrevs av Roth, L. M. 1996. Pseudophyllodromia aronsoni ingår i släktet Pseudophyllodromia och familjen småkackerlackor. Inga underarter finns listade i Catalogue of Life.